# Roda Viva (peça)
Roda viva é uma peça de teatro brasileira. Foi escrita por Chico Buarque no final de 1967 e estreou no Rio de Janeiro no início de 1968, sob a direção de José Celso Martinez Corrêa. Foi a primeira incursão de Chico Buarque na área da dramaturgia.

## Histórico
Na estreia, fizeram parte do elenco Marieta Severo, Heleno Prestes e Antônio Pedro, nos papéis principais, e a temporada foi considerada um sucesso.
Durante a segunda temporada, com Marília Pêra, André Valli e Rodrigo Santiago substituindo o elenco original, a obra virou um símbolo da resistência contra a ditadura militar. Um grupo de cerca de vinte pessoas do Comando de Caça aos Comunistas (CCC), invadiu o Teatro Ruth Escobar, em São Paulo, espancou os artistas e depredou o cenário. Segundo a Revista O Cruzeiro, de 9 de novembro de 1968, participou do ataque ao elenco do espetáculo Roda Viva João Marcos Monteiro Flaquer.
Após o revés na capital paulista, o espetáculo voltou a ser encenado, desta vez em Porto Alegre. No entanto, os atores da peça voltaram a ser vítimas da violência e intransigência do CCC e, após este segundo incidente, o Roda Viva deixou de ser encenada. Mas esta é considerada uma das mais importantes peças de teatro brasileiras já produzidas na década de 1960.

## O enredo
O espetáculo conta a história de um ídolo da canção que decide mudar de nome para agradar ao público, em um contexto de uma indústria cultural e televisiva nascente no Brasil dos anos 60. O personagem é a representação de uma figura manipulada - pela indústria fonográfica e/ou imprensa - que promove uma reflexão a cerca da sociedade de consumo. 
A peça é encenada em dois atos, contando a ascensão e queda de Benedito Silva, que passou a adotar o nome de Ben Silver. Mas o que marcou a peça foi a sua agressividade proposital com o intuito de chocar o público para os problemas que cercavam o país na época.

## Censura e bombardeamento do teatro
Inicialmente liberada pela censura para maiores de 14 anos, a peça foi limitada ao público 18+ um mês depois, após o censor Manoel Felipe de Souza Leão notar mudanças na peça após os ensaios que deram a ela "uma nova dimensão e um sentido mais contundente".
Em 18 de julho de 1968, um grupo de vinte pessoas ligadas ao Comando de Caça aos Comunistas (CCC) invadiu o Teatro Ruth Escobar, em São Paulo, agrediu artistas e depredou o cenário. Em setembro do mesmo ano a peça estreou no Rio Grande do Sul, a violência se repetiu e o espetáculo foi proibido pela censura. Na noite de estreia da peça em Porto Alegre, embora o público a tenha ovacionado, panfletos com críticas e ameaças contra o elenco foram distribuídos.
O espetáculo foi considerado pela censura como  "degradante" e "subversivo". Segundo o censor responsável, Mario F. Russomano, Chico Buarque "criou uma peça que não respeita a formação moral do espectador, ferindo de modo contundente todos os princípios de ensinamento de moral e de religião herdados de nossos antepassados" e chegou a chamar o cantor de "débil mental"; em entrevista aO Estado de S. Paulo, Chico retrucou declarando que nunca havia dito a ninguém que era "bonzinho".
De acordo com o documentário Beyond Citizen Kane, produzido pela rede de televisão britânica Channel Four, um teatro que apresentava a peça foi bombardeado, logo após a edição do Ato Institucional Número Cinco (AI-5).

## Principais personagens e atores
- Benedito Silva / Ben Silver / Benedito Lampião .... Heleno Prestes, e depois Rodrigo Santiago
- Anjo da Guarda .... Antônio Pedro
- Juliana / Juju .... Marieta Severo, e depois Marília Pêra
- Capeta .... Flávio Santiago
- Mané .... Paulo César Pereio

## A canção-tema
Chico Buarque, além de autor da peça, também criou a sua canção-tema, com o mesmo título.
Na década de 60, esta canção foi gravada com o grupo MPB4. Em 2004, a cantora Fernanda Porto regravou, ao lado de Chico, uma versão mais moderna de Roda Viva.